# Silo de Minaya
El silo de Minaya es un silo de grano situado en el municipio español de Minaya, en la provincia de Albacete. Se encuentra ubicado junto a las vías del tren y la estación de ferrocarril.

## Historia
Su construcción fue promovida por el Servicio Nacional de Productos Agrarios (SENPA), heredero del antiguo Servicio Nacional del Trigo que había operado durante el régimen franquista. Pertenece a la serie de los llamados «macrosilos» y su principal característica es el uso de celdas hexagonales que aprovechan mejor el espacio interior de cara al almacenaje de productos agrícolas. La unidad entró en servicio en 1975, contando con una capacidad de almacenamiento de 25.000 toneladas.